# Nephilingis cruentata
Nephilingis cruentata é uma aranha da família Nephilidae conhecida popularmente como "maria-bola" ou "aranha-de-telhado". As fêmeas atingem um comprimento de cerca de 24 mm. As pernas podem ser uniformemente vermelho-escura ou castanha. Os machos são cerca de 4 mm de comprimento .

## Distribuição
Nephilingis cruentata é encontrada em regiões tropicais e subtropicais da África e de várias áreas limitadas da América do Sul (Brasil, norte da Colômbia e Paraguai), onde foi introduzida pelo homem no final do século 19.

## Nome
O nome da espécie cruentata é derivada do latim cruentus "sangrenta", provavelmente referindo-se à fêmea com o esterno vermelho.

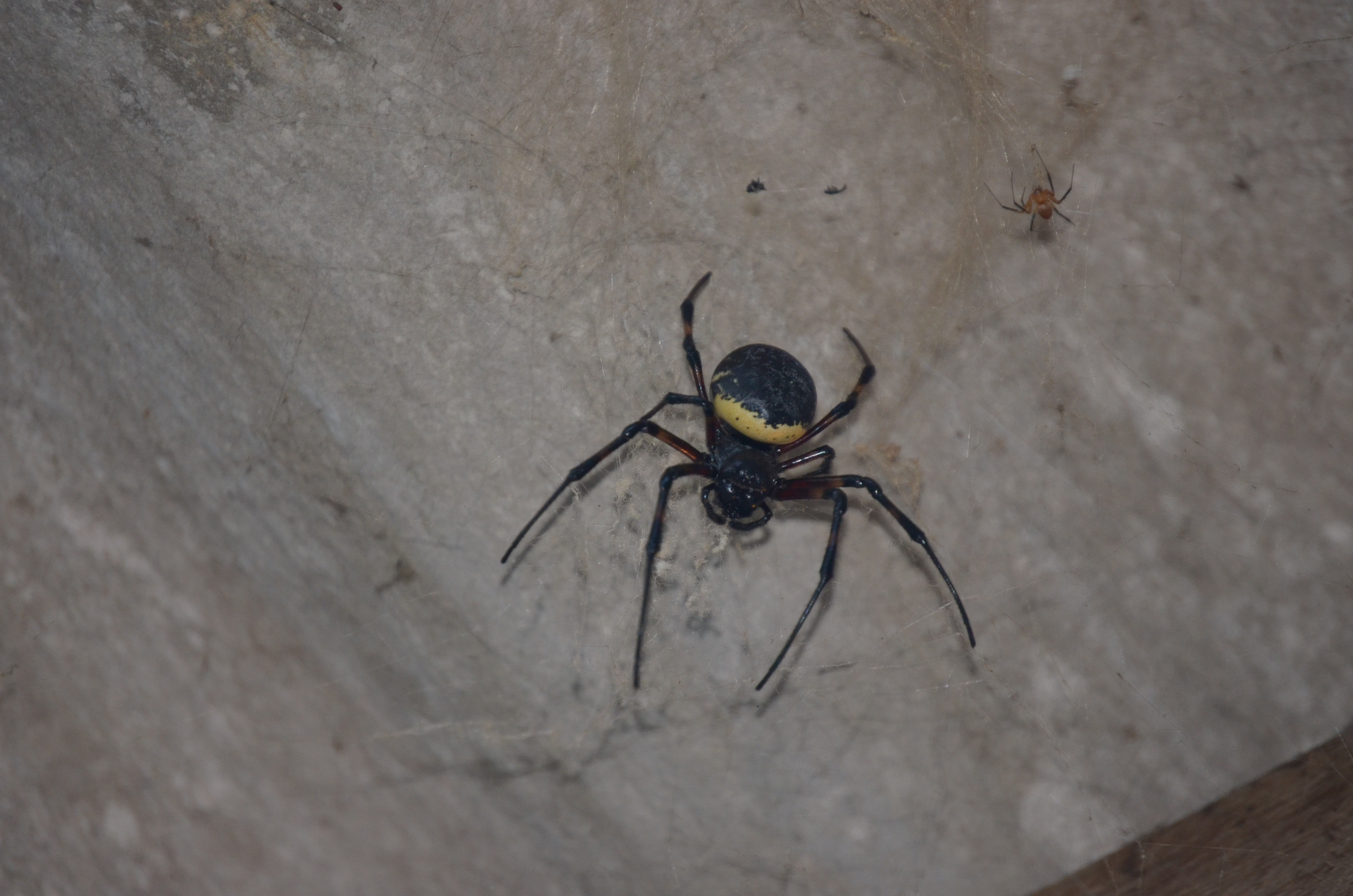
Fêmea a esquerda e abaixo, macho a direita e acima.
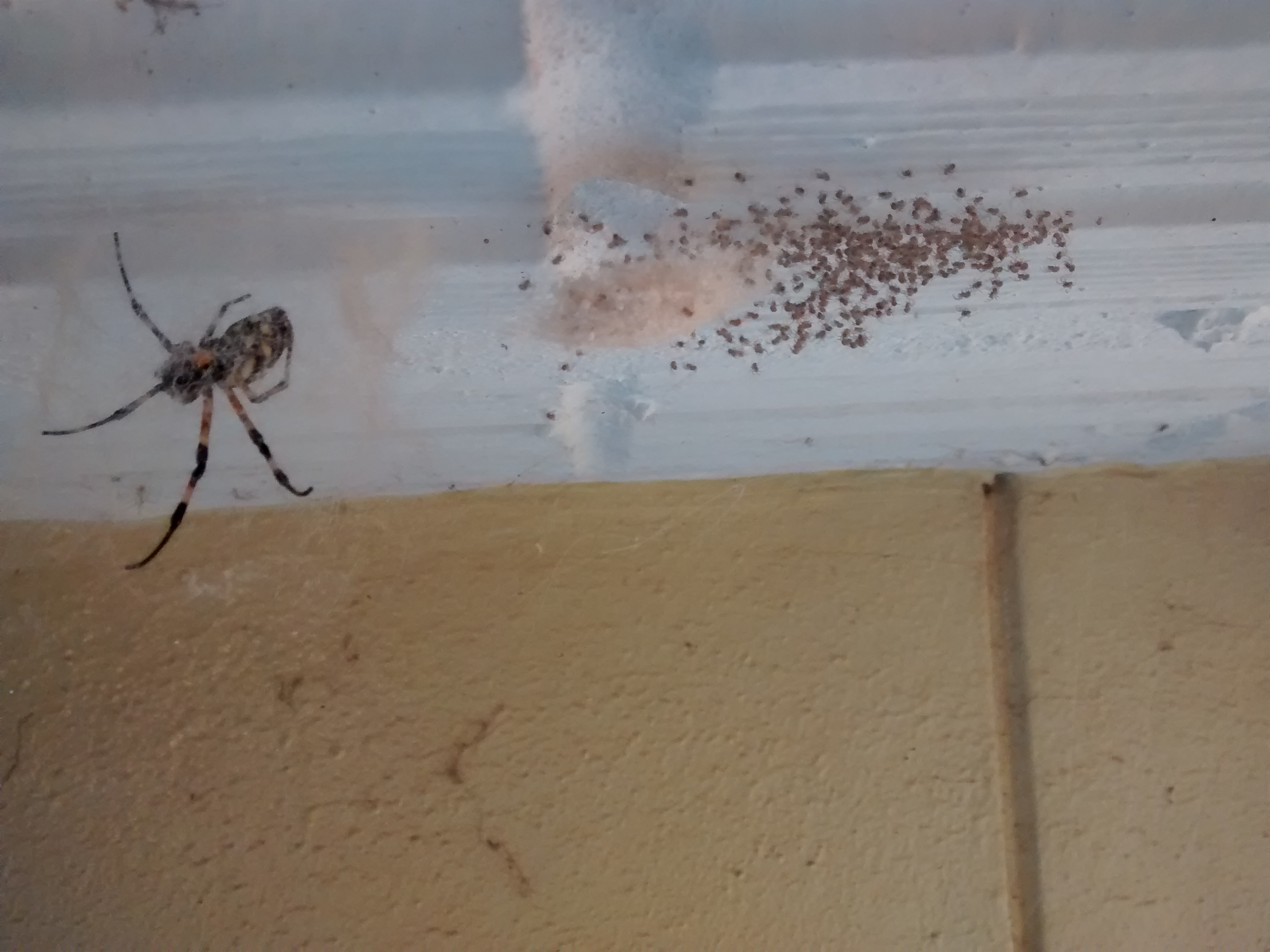
Mãe, ooteca e filhotes recém nascidos. A mãe está sem um par de pernas.
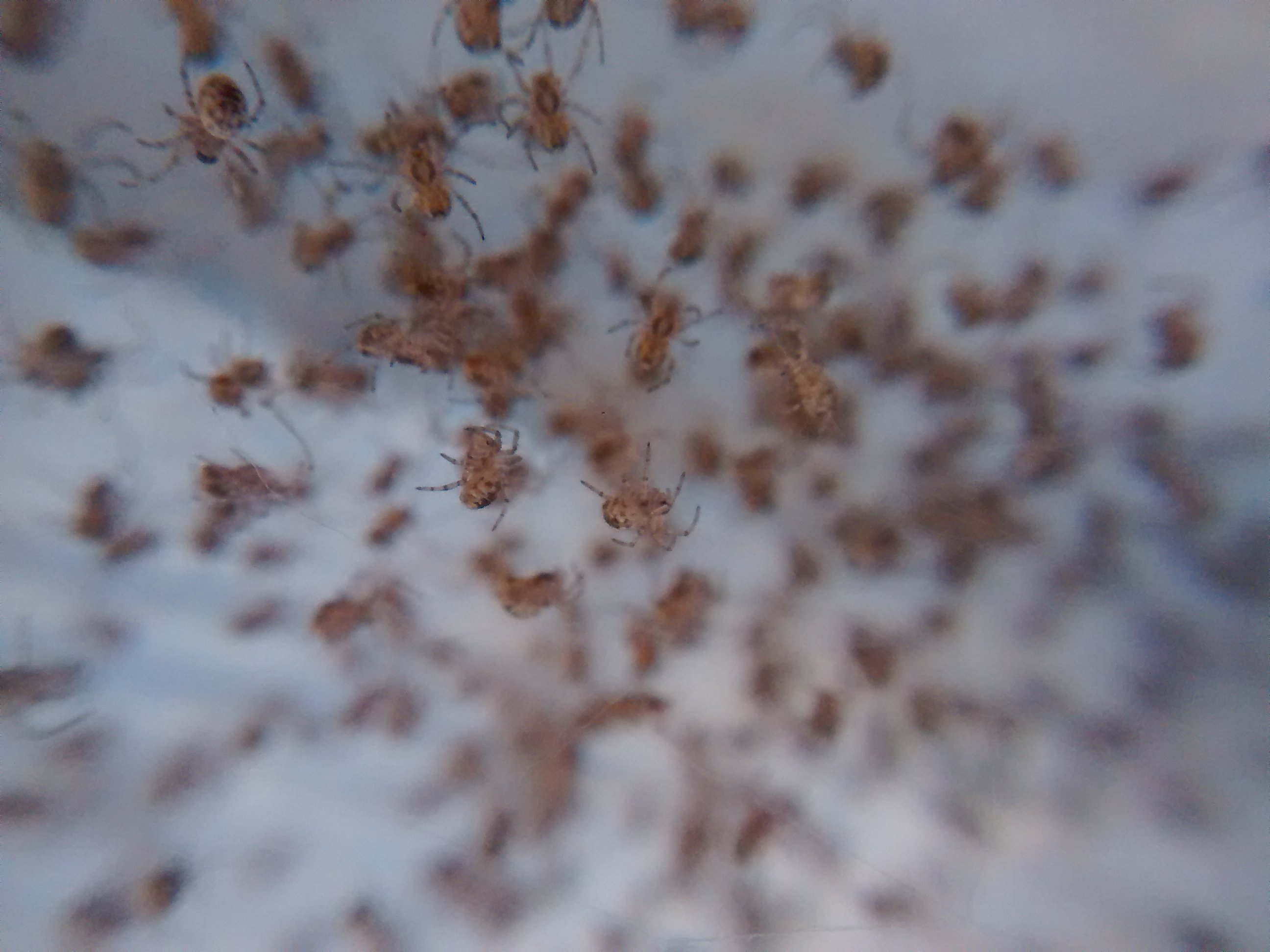
Macro de filhotes recém nascidos.

## Ciclo de vida
A aranha primeiramente ela tem uma ninhada, de aproximadamente 150 filhotes, a maioria deles morrem ou se espalham mas 1 ou até 3 aranhas pode se estabelecer no antigo ninho da aranha genitora, elas vivem cerca de 10 à 12 meses antes de dar a luz á uma nova ninhada 

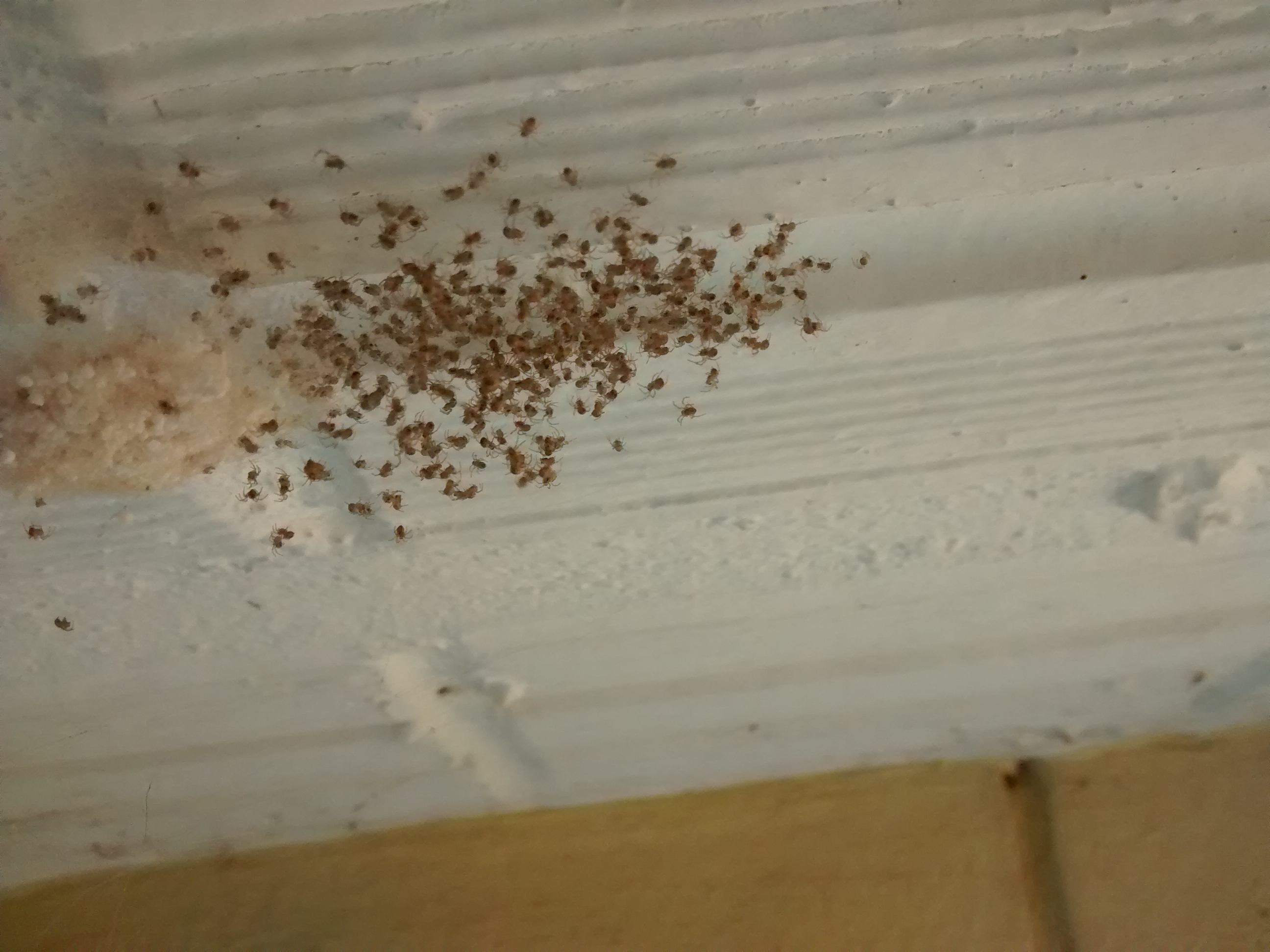
Ninhada nova, filhotes recém nascidos

### Estágio final de vida
Após os filhotes nascerem e alguns poucos amadurecem, próximo de 1 mês, 1 mês e meio, a aranha genitora vai dando indícios que sua morte está vindo, isso ocorre quando o indivíduo está saindo de filhote e indo para a fase adulta, ele está com tamanho médio e coloração branco-amarelada, você pode observar esse estágio quando a aranha começa a se prender em sua própria teia, quando demora mais pra perceber presa na teia, também é possível notar que fica mais tempo que antes em seu ninho e que a teia ou o ninho da genitora está bem sujo, com acúmulo de resíduos, teias antigas e sujeira que o vento carrega, possivelmente ocorre isso pois o indivíduo não tem mais a mesma disposição para limpar o local, visto que ela está em seus últimos dias ou semanas de vida

#### Morte
A genitora morre quando a sua cria está madura o suficiente para continuar o ciclo, ele está com porte médio-grande e de coloração amarelada. Ela geralmente quando morre, fica em uma posição encolhida, geralmente cai no chão, raramente se prende na teia, mas não é impossível de se acontecer

### Filhotes com ganho de coloração
como dito no tópico anterior, uma das etapas de desenvolvimento dessa espécie e que também marca o estágio final da genitora, é o ganho de coloração, isso ocorre pouco tempo depois do estágio de totalmente filhote para filhote, ou juvenil. (quando a aranha está com mais ou menos 2,5 cm's e de aspecto branco-amarelado) A aranha ela ganha cor em pontos específicos, e não de forma uniforme (exceto em seus primeiros estágios de vida e na última etapa de coloração e amadurecimento)
a ordem de cores são essas:
- marrom claro (filhote)
- branco-amarronzado (filhote para juvenil, mais ou menos quando o indivíduo está com 1,5cm's ou 2cm's)
- branco-amarelado (juvenil)
- amarelo claro (juvenil)
- amarelo com pontos marrons (juvenil)
- marrom com resto da coloração da amarela (juvenil para adulto)
- marrom escuro avermelhado (adulto)
- coloração preta (adulto totalmente formado)

(Obs: isso vária de indivíduo para indivíduo, alguns mantém ainda pontos amarelos ou avermelhados de etapas anteriores, mas, de 2 dos 3 indivíduos da espécie, observadas pelo editor,  seguiu esse padrão de coloração)

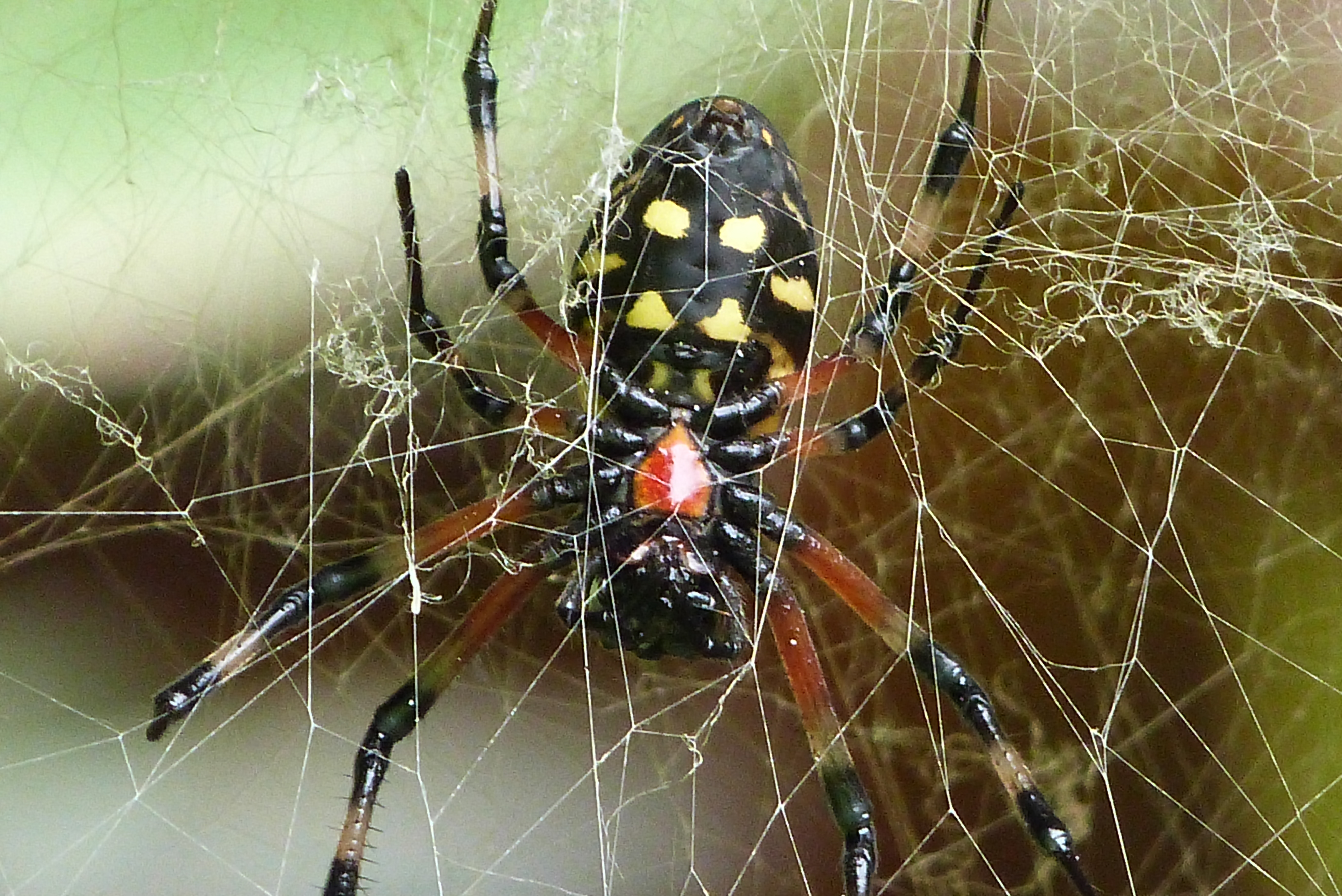
Exemplo de um indivíduo com manchas das últimas etapas de coloração